# 拉努 (阿列日省)
拉努（法語：Lanoux，法語發音：[lanu]）是法国阿列日省的一个市镇，位于该省北部，属于帕米耶区。

## 地理
拉努（43°7'6"N, 1°25'35"E）面积3.75 平方千米，位于法国奧克西塔尼大區阿列日省，该省份为法国西南部内陆省份，西部和北部与上加龙省接壤，东临奥德省，东南至东比利牛斯省接壤，南与安道尔和西班牙接壤。
与拉努接壤的市镇（或旧市镇、城区）包括：阿尔蒂加、卡斯泰拉、帕耶斯、萨巴拉特。
拉努的时区为UTC+01:00、UTC+02:00（夏令时）。

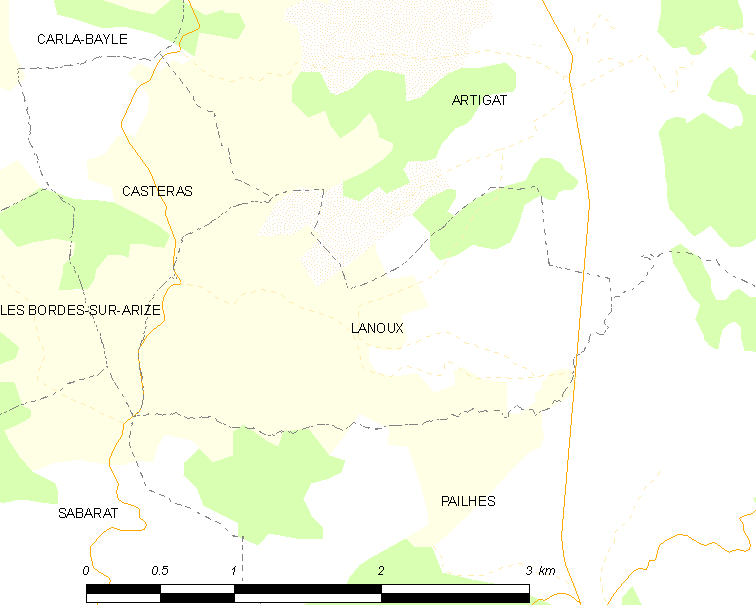
拉努的OSM定位图

## 行政
拉努的邮政编码为09130，INSEE市镇编码为09151。

## 政治
拉努所属的省级选区为阿里兹-莱兹县。

## 人口

1962-2008年间拉努人口变化图示

拉努于2022年1月1日时的人口数量为62人。

## 交通
阿列日省省道D39线横穿拉努境内。